# 6-Fenil-1-hexanol
6-Fenil-1-hexanol é o composto orgânico de fórmula química C12H18O, fórmula linear C6H5(CH2)6OH e massa molecular 178,27. Apresenta ponto de ebulição de 154-155 °C a 11 mmHg e densidade de 0,953 g/mL a 25 °C. É classificado com o número CAS 2430-16-2, número MDL MFCD00014063 e PubChem Substance ID 24860156.